# Bergliot Ibsen
Bergliot Ibsen, nata Bjørnson, (Christiania, 10 giugno 1869 – Bolzano, 2 febbraio 1953), è stata un mezzosoprano norvegese.

## Biografia
Nacque Bergliot Bjørnson a Christiania (ora Oslo, Norvegia) come figlia dello scrittore e premio Nobel Bjørnstjerne Bjørnson e Karoline Bjørnson (nata Reimers). Era sposata al politico Sigurd Ibsen (1859-1930), figlio del drammaturgo Henrik Ibsen e Suzannah Ibsen. In seguito suo marito divenne Primo Ministro norvegese a Stoccolma. Dal loro matrimonio nacquero Tancred Ibsen, Eleonora Borberg e Irene Ibsen Bille.
Bergliot Ibsen fece il suo debutto come concertista a Parigi nel 1880 e successivamente fece tournée in Norvegia e Danimarca. Nel 1948 pubblicò il libro di memorie De tre sui tre Ibsen: Henrik, Suzannah e Sigurd.
Morì a Bolzano, Italia, nel 1953. Fu sepolta a Oslo a Æreslunden nel Vår Frelsers gravlund.